# Андровская, Ольга Николаевна
О́льга Никола́евна Андро́вская (настоящая фамилия Шульц; 9 (21) июля 1898, Москва, Российская империя — 31 марта 1975, Москва, СССР) — российская и советская актриса театра и кино, педагог. Народная артистка СССР (1948). Лауреат Сталинской премии I степени (1952) и Государственной премии РСФСР им. К. С. Станиславского (1974).

## Биография

### Ранние годы
Ольга Шульц родилась 9 (21) июля 1898 год (по другим источникам — 19 (31) июля 1898 год) в Москве на улице Спиридоновке в семье Николая Михайловича Шульца — студента юридического факультета Московского университета, впоследствии адвоката русско-немецкого происхождения, — и француженки Марии Ригуле, приехавшей в Россию на заработки в качестве преподавателя французского. У неё также были два брата: Андрей и Борис.
В 1914 году с началом Первой мировой войны окончила с золотой медалью Московскую женскую гимназию Л. О. Вяземской и поступила на медицинские курсы. Год проработала в клинике, ухаживала за ранеными, поступающими с фронта. По настоянию отца в 1915 году поступила на Высшие женские юридические курсы В. А. Полторацкой. Во время учёбы участвовала в любительских спектаклях.
В 1918 году играла в спектакле в имении известной помещицы Наталии Козновой, и та отвела Ольгу к актрисе Малого театра Гликерии Федотовой, которая содействовала её поступлению в Театр Корша. Была единственной в труппе без профессиональной подготовки (взяли «в порядке исключения»). Её наставником стал ведущий актёр театра Николай Радин. Премьеры проходили по нескольку раз в месяц, благодаря чему молодая актриса, не имевшая актёрского образования, получила первые уроки мастерства.

### Первые успехи
В 1918—1919 годах параллельно работала в Драматической студии имени Ф. И. Шаляпина, где сыграла Флоретту в водевиле «Спичка между двух огней». Посмотрев его, руководители Второй студии МХТ Вахтанг Мчеделов и Николай Баталов зачислили её в труппу студии и одновременно в школу МХАТа, где Ольга исполнила несколько небольших ролей, наиболее заметной из которых стала роль Исабель в «Даме-невидимке» Педро Кальдерона.
В 1921 году Ольга Шульц и Николай Баталов поженились, а в 1924 году она взяла псевдоним Андровская в память о младшем брате Андрее, погибшем от ран, полученных в ходе Гражданской войны:15.
С 1924 года — актриса МХАТа (с 1932 — МХАТ им. М. Горького). Пополняя труппу студийцами, Владимир Немирович-Данченко предложил актрисе для дебюта роль Лизы в спектакле «Горе от ума» Грибоедова, причём роль Фамусова исполнил сам Константин Станиславский, а в остальных ролях были заняты её сверстники: Клавдия Еланская (Софья), Ангелина Степанова (Софья), Юрий Завадский (Чацкий), Виктор Станицын (Молчалин). Премьера прошла успешно.
Сумела отойти от привычного амплуа комедийной актрисы, на что обратил внимание В. И. Немирович-Данченко и помог ей разнообразить репертуар. Следующий большой успех пришёл с ролью Сюзанны в комедии «Безумный день, или женитьба Фигаро» Пьера Бомарше, где её партнёрами были Баталов (Фигаро) и Завадский (граф Альмавива). Премьера состоялась в апреле 1927 года. Спектакль шёл на сцене МХАТа до начала 1950-х годов, и актриса была бессменной исполнительницей главной женской роли.
Следующим заметным этапом для актрисы стало исполнение роли Рокси Харт в спектакле по пьесе Морин Уоткинс «Реклама» (литературная основа знаменитого бродвейского мюзикла «Чикаго»). Два с половиной акта из трёх она не сходила со сцены, что во многом обеспечило успех спектакля.

### Дальнейшая карьера
Во второй половине 1930-х годов резко ухудшилось здоровье её мужа Николая Баталова. После сильной простуды ещё в 1923 году на съёмках фильма «Аэлита» у него начал развиваться туберкулёз. В феврале 1935 года он в последний раз вышел на сцену в роли Фигаро, а 10 ноября 1937 года скончался после продолжительной болезни лёгких.
Больших ролей в этот период у актрисы не было. Она сыграла Смельскую в «Талантах и поклонниках» и Варвару в «Грозе» Александра Островского, с особым успехом передавала сложный характер Пановой в спектакле «Любовь Яровая» по пьесе Константина Тренёва. «Эта роль явилась одним из наиболее блестящих созданий артистки»:95.
В 1938 году дебютировала в кинематографе, исполнив роль помещицы Поповой в водевиле Исидора Анненского «Медведь» по А. П. Чехову. Через год вновь снялась с Михаилом Жаровым в фильме И. М. Анненского «Человек в футляре», также по рассказу А. П. Чехова, но здесь своей работой осталась недовольна.
Работала с молодёжью в Оперно-драматической студии К. С. Станиславского (ныне Электротеатр Станиславский), исполнила роли Елены в спектакле «Дни Турбиных» по Михаилу Булгакову и леди Тизл в комедии «Школа злословия» Ричарда Шеридана, которую играла на сцене МХАТа свыше десяти лет. Специально для роли выучилась играть на арфе, а её партнёр Михаил Яншин — на флейте. «Основная удача спектакля — исполнение ролей четы Тизл М. М. Яншиным и О. Н. Андровской»:123.
В 1935—1937 годах к 100-летию со дня гибели А. С. Пушкина МХАТ подготовил трагедию «Борис Годунов» с актрисой в роли Марины Мнишек. Спектакль был доведён до генеральной репетиции, но, несмотря на «великолепный актёрский ансамбль», выпущен не был из-за режиссёрских просчётов и неудачного оформления:125.
Великая Отечественная война застала актрису в Минске. Начавшиеся 17 июня 1941 года гастроли МХАТа закончились уже 23 июня после того, как авиабомба попала в здание театра. По возвращении в Москву она заменила Аллу Тарасову в «Трёх сёстрах», исполнив роль Маши. В октябре 1941 года была эвакуирована вместе с театром в Саратов. В Москву вернулась в ноябре 1942 года.
В 1943 году состоялись две премьеры с участием актрисы: «Последние дни», где она исполнила роль Воронцовой, и «Вишнёвый сад», где она сыграла Раневскую. В 1943 году снялась в роли Татьяны Алексеевны в короткометражном фильме «Юбилей» по мотивам А. П. Чехова.

### После войны
В 1949 году с успехом сыграла роль богатой и коварной купчихи Лебёдкиной в «Поздней любви» по пьесе А. Н. Островского.
В 1952 году спектакль «Школа злословия» с участием актрисы был экранизирован. Одновременно со съёмками готовила роль петербургской дамы Шатровой в спектакле «Залп Авроры» по пьесе Мануэля Большинцова и Михаила Чиаурели «Октябрь». Премьера состоялась в декабре 1952 года.
Период 1960-х годов не принёс Андровской творческого удовлетворения. Спектаклей с её участием шло немного («Чайка», «Над Днепром», «Бронепоезд 14—69», «Возмездие», «Ревизор»), к тому же некоторые из них были признаны неудачными и быстро сошли со сцены. Из письма к Татьяне Вечесловой от 8 марта 1960 года:
В театре для меня наступил скучный период — ничего интересного я не играю.
Из письма к отцу от 4 января 1964 года:
О театре, вернее, о своей работе творческой не хочется говорить. Её просто нет — поэтому и говорить нечего.
В 1959—1973 годах преподавала в ГИТИСе (профессор с 1963 года). Среди её учеников — Александр Аржиловский, Станислав Садальский, Михаил Филиппов, Нелли Пшённая, Ангелина Вовк, Владимир Коренев, Светлана Головина, Людмила Гарница, Лионелла Пырьева. В 1964 году выпустила курс со спектаклем «Слуга двух господ» по Карло Гольдони.

### Поздние годы

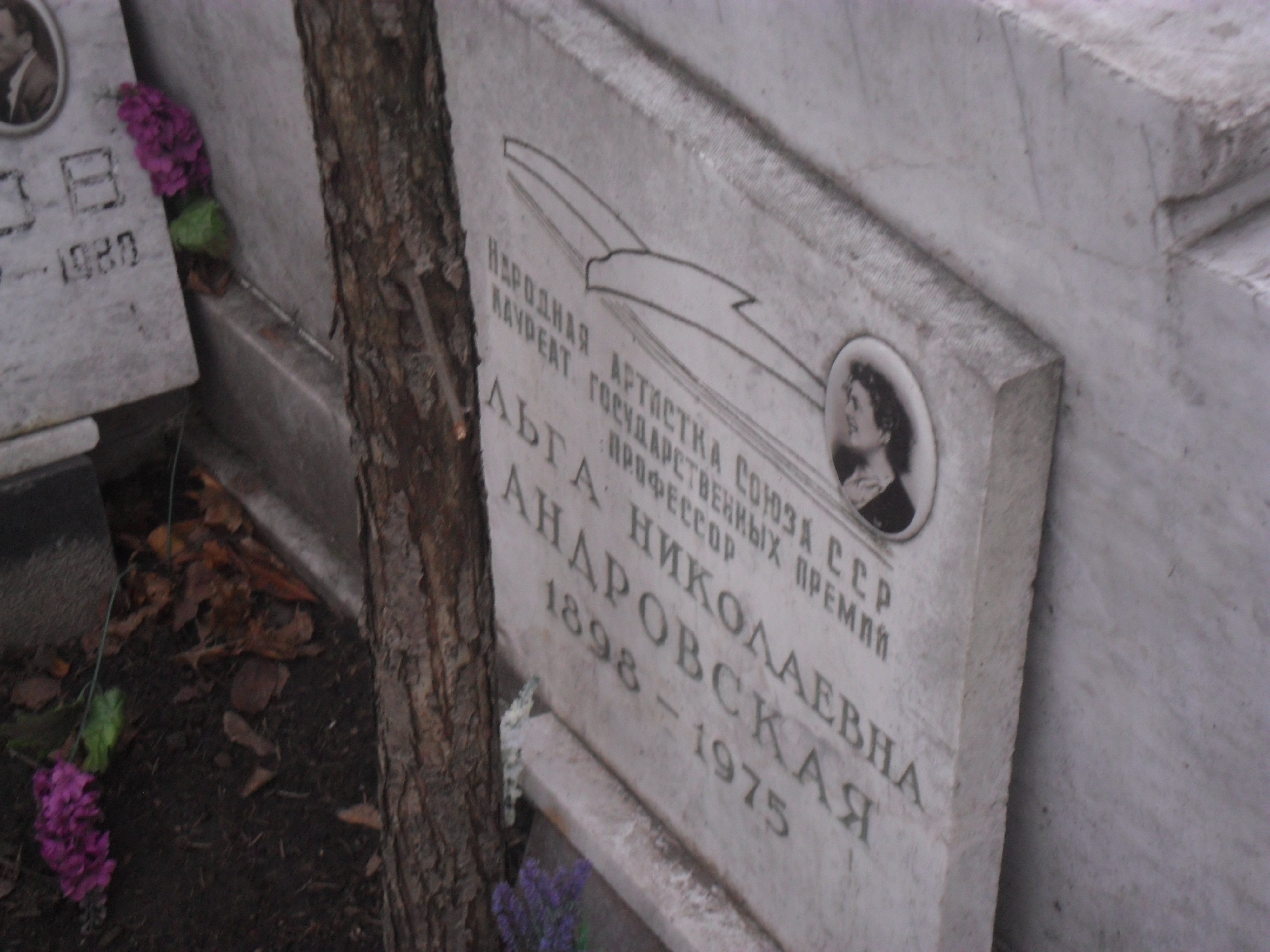
Могила Андровской на Новодевичьем кладбище Москвы

До последних дней сохраняла творческую активность. 6 октября 1970 года состоялась премьера спектакля «Село Степанчиково и его обитатели» по Ф. М. Достоевскому с актрисой в роли генеральши Крахоткиной. В сентябре 1972 года она перенесла тяжёлую операцию, но почти сразу же после выхода из больницы самостоятельно начала готовить роль Турусиной в комедии А. Н. Островского «На всякого мудреца довольно простоты», о которой давно мечтала. Сыграть её актрисе так и не довелось.
В 1973 году, уже будучи неизлечимо больной, с блеском сыграла роль пани Конти в прославленном спектакле «Соло для часов с боем» по пьесе Освальда Заградника в постановке Олега Ефремова. В нём были заняты и другие старожилы МХАТа — Алексей Грибов, Виктор Станицын, Марк Прудкин, Михаил Яншин. Премьера состоялась 13 декабря 1973 года. Одновременно спектакль был экранизирован. Эта роль оказалась для неё последней.
Ольга Николаевна Андровская скончалась 31 марта 1975 года на 77-м году жизни в Москве от рака. Похоронена на Новодевичьем кладбище (участок № 2) рядом с мужем.

### Семья
- Муж — Николай Петрович Баталов (1899—1937), актёр МХАТ СССР имени М. Горького, заслуженный артист РСФСР (1933).
  - Дочь — Светлана Николаевна Баталова (1923—2011), актриса МХАТ СССР имени М. Горького.
  - Зять — Пётр Григорьевич Чернов (1917—1988), актёр МХАТ СССР имени М. Горького, народный артист РСФСР (1967).
- Деверь — Владимир Петрович Баталов, (1902—1964), актёр МХАТ СССР имени М. Горького, заслуженный артист РСФСР (1948).
  - Племянник — Алексей Владимирович Баталов (1928—2017), актёр, кинорежиссёр. Герой Социалистического Труда (1989), народный артист СССР (1976).
- Золовка — Зинаида Петровна Баталова, (1912—1978), актриса МХАТ в 1935-1964 гг.
- Золовка — Мария Петровна Баталова (Щербинина), (1914—2004), актриса и помреж МХАТ, заслуженная артистка РСФСР (1969).

## Звания и награды
Почётные звания:
- Заслуженная артистка РСФСР (1933)
- Народная артистка РСФСР (1938)
- Народная артистка СССР (1948) — в связи с 50-летием МХАТа

Государственные премии:
- Сталинская премия первой степени (1952) — за исполнение ролей на сцене МХАТа (вместе с К. Н. Еланской)
- Государственная премия РСФСР имени К. С. Станиславского (1974) — за высокое художественное исполнительское мастерство в спектакле «Соло для часов с боем» О. Заградника

Ордена и медали:
- Три ордена Трудового Красного Знамени (03.05.1937 — за выдающиеся заслуги в деле развития русского театрального искусства, 1948, 1973)
- Медаль «За доблестный труд в Великой Отечественной войне 1941—1945 гг.» (1946)
- Медаль «В память 800-летия Москвы» (1948)
- Медаль «За доблестный труд. В ознаменование 100-летия со дня рождения Владимира Ильича Ленина» (1970).

## Творчество

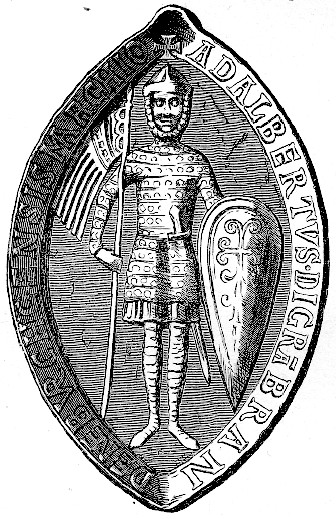
Ольга Андровская и Михаил Жаров в фильме «Медведь»

### Роли в театре

#### Театр Корша(1918—1919)
- «Много шума из ничего» У. Шекспира — Маргарита
- «Мизантроп» Ж.-Б. Мольера — Беска
- «Смерть Дантона» Г. Бюхнера — Розалия
- «Рюи Блаз» В. Гюго — Паж

#### Драматическая студия им. Ф. И. Шаляпина (1918—1919)
- «Спичка между двух огней» Д. А. Мансфельда — Флоретта

#### Вторая студия МХТ(1919—1924)
- «Елизавета Петровна» Д. П. Смолина — Екатерина II
- «Дама-невидимка» П. Кальдерона — Исабель

#### МХАТ
- 1925, 1938 — «Горе от ума» А. С. Грибоедова — Лиза
- 1927 — «Безумный день, или Женитьба Фигаро» П. Бомарше — Сюзанна
- 1927 — «Бронепоезд 14-69» В. В. Иванова — Варя
- 1928 — «Вишнёвый сад» А. П. Чехова — Дуняша
- 1928 — «Унтиловск» Л. М. Леонова — Агния
- 1930 — «Реклама» М. Уоткинс — Рокси Харт
- 1933 — «Таланты и поклонники» А. Н. Островского — Смельская
- 1934 — «Гроза» А. Н. Островского — Варвара
- 1935 — «Пиквикский клуб» по Ч. Диккенсу — Мэри
- 1936 — «Любовь Яровая» К. А. Тренёва — Павла Петровна Панова
- 1939 — «Дни Турбиных» М. А. Булгакова — Елена Васильевна Тальберг
- 1940 — «Школа злословия» Р. Шеридана — леди Тизл
- 1941 — «Три сестры» А. П. Чехова — Маша
- 1943 — «Последние дни» М. А. Булгакова — Воронцова
- 1943 — «Вишнёвый сад» А. П. Чехова — Любовь Андреевна Раневская
- 1946 — «Идеальный муж» О. Уайльда — миссис Чивли
- 1949 — «Поздняя любовь» А. Н. Островского — Лебёдкина
- 1949 — «Заговор обречённых» Н. Е. Вирты — Христина Падера
- 1952 — «Залп Авроры» М. В. Большинцова и М. Э. Чиаурели — Шатрова
- 1953 — «Дачники» М. Горького — Юлия Филипповна
- 1954, 1964 — «Плоды просвещения» Л. Н. Толстого — Марья Васильевна Толбухина
- 1956 — «Осенний сад» Л. Хеллман — Роз Григгс
- 1956 — «Беспокойная старость» Л. Н. Рахманова — Мария Львовна Полежаева
- 1957 — «Дворянское гнездо» по И. С. Тургеневу — Мария Дмитриевна Калитина
- 1960 — «Чайка» А. П. Чехова — Полина Андреевна Шамраева
- 1961 — «Над Днепром» А. Е. Корнейчука — Наталья Орестовна
- 1963 — «Бронепоезд 14-69» В. В. Иванова — Надежда Львовна
- 1965 — «Возмездие» Л. Кручковского — Леманская
- 1966 — «Ревизор» Н. В. Гоголя — Анна Андреевна
- 1970 — «Село Степанчиково и его обитатели» по Ф. М. Достоевскому — Генеральша
- 1973 — «Соло для часов с боем» О. Заградника — пани Конти

### Роли в кино
- 1938 — Медведь (короткометражный) — Елена Ивановна Попова
- 1939 — Человек в футляре — Варя
- 1944 — Юбилей — Татьяна Алексеевна
- 1952 — Школа злословия — леди Тизл
- 1959 — Накануне — Анна Васильевна Стахова
- 1974 — Соло для часов с боем (телеспектакль) — пани Конти

### Озвучивание мультфильмов
- 1955 — Остров ошибок — Двойка

## Память
- Один из пассажирских лайнеров Дальневосточного морского пароходства носит имя Ольги Андровской.
- В 2006 году в издательстве «АСТ-Пресс Книга» вышла книга из серии «Выдающиеся мастера» об актрисе — «Ольга Андровская».